# Valentine Baker

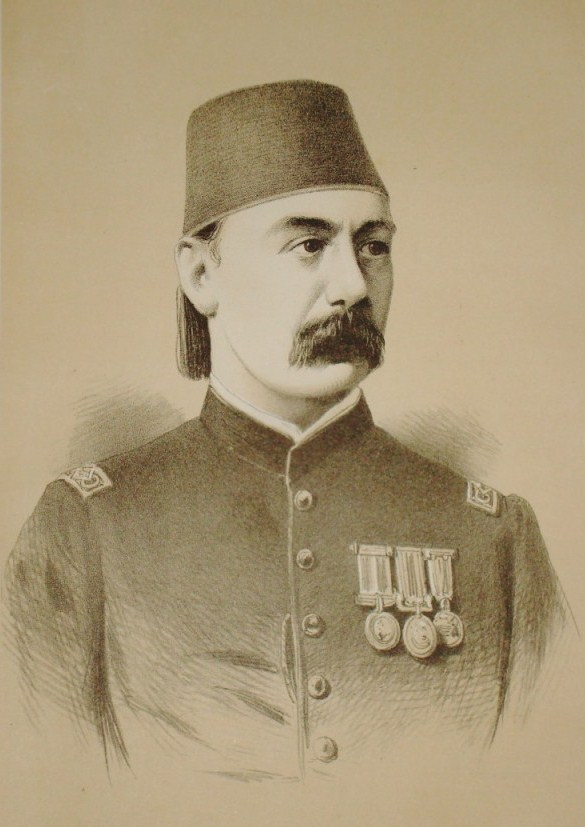
Valentine Baker

Valentine Baker, auch bekannt als Baker Pascha, (* 1827 in Enfield; † 17. November 1887 in Tel-el-Kebir in Ägypten) war ein britischer Offizier und osmanisch-ägyptischer Ferik (Generalleutnant).

## Jugend und erste Einsätze
Valentine Baker war ein jüngerer Bruder des Afrikaforschers Sir Samuel White Baker. Er entstammt der Familie eines reichen Kaufmanns mit Niederlassungen auf Jamaika und Mauritius. Im Alter von 21 Jahren ging er mit seinen Brüdern John und Samuel nach Ceylon, wo er in Nuwara Eliya eine große Landwirtschaft bewirtschaftete. Valentine Baker merkte schnell, dass er nicht als Farmer arbeiten wollte. Er begann deshalb seine militärische Karriere 1848 mit dem Eintritt in die  Ceylon Rifles. Vier Jahre später wurde er zu den 13th Lancers, einem Regiment der British Army, versetzt. Er kämpfte 1852–53 mit Auszeichnung im so genannten Kaffernkrieg und dann ab 1855 im Krimkrieg. 1859 wechselte Baker zum 10. Husarenregiment. Im folgenden Jahr wurde ihm, als Oberstleutnant, im Alter von 33 das Kommando über dieses Regiment übergeben. In dieser Zeit schrieb er eine Reihe von Büchern über die Organisation der britischen Kavallerie und andere militärwissenschaftliche Themen. Er führte sein eigenes Regiment zu hoher Effizienz. 1873 schied er aus dem aktiven Militärdienst und machte eine Reise nach Persien und Afghanistan, die er in seinem Werk Clouds in the East (London 1876) beschrieb. Nach seiner Rückkehr nach Großbritannien wurde Baker stellvertretender Generalquartiermeister in Aldershot.
Baker war am 2. August 1875 überführt worden, einer jungen Frau in einem Zugabteil „Gewalt angetan zu haben“. Dafür erhielt er ein Jahr Haft und 500 Pfund Sterling Geldstrafe. Seine Karriere und sein Ruf waren ruiniert. Er musste aus der britischen Armee ausscheiden.

## Im Osmanischen Reich
1877 trat Baker in die Dienste des Osmanischen Reiches, für dessen Armee er im Russisch-Türkischen Krieg 1877 kämpfte. Am 31. Dezember 1877 konnte er als Unterführer von Sakir Pascha den Durchbruch der Russen unter Gurko an der Stellung von Taschkesen nicht verhindern. Während dieser Zeit bekleidete er den Rang eines Ferik (Generalleutnant) mit dem Titel eines Paschas. Er veröffentlichte eine Geschichte des Feldzugs in seinem Buch The war in Bulgaria (2 Bde. 1879). Nach Beendigung des Krieges wurde er nach Armenien versetzt, wo er bis 1882 blieb.
Im Zuge der Besetzung Ägyptens 1882 durch britische Truppen, unter General Wolseley, während des Urabi-Aufstandes, wurde die ägyptische Armee in der Schlacht von Tel-el-Kebir zerschlagen. Sie wurde anschließend unter dem Kommando eines britischen Oberbefehlshabers, des Sirdars,  neu aufgebaut. Auch Baker wurde ein Kommando in dieser Armee angeboten. Bei seinem Eintreffen in Kairo war die angebotene Position aber, vermutlich wegen des vor sieben Jahren gegen ihn gefällten Urteils, nicht mehr verfügbar. Deshalb wurde er mit dem Aufbau der Gendarmerie beauftragt.

## In Sudan
Im Sudan, der ab 1821 unter die Herrschaft der osmanischen Vizekönige (Khediven) von Ägypten gekommen war, brach 1881 der Mahdi-Aufstand aus. Da alle verfügbaren ägyptischen Armeeeinheiten in der Schlacht von Scheikan zerstört wurden und die britische Regierung nicht bereit war, sich zu engagieren, wurde die ägyptische Gendarmerie unter ihrem Führer Baker nach Sawakin am Roten Meer entsandt. Er sollte den General der Mahdisten Osman Digna schlagen und von Sawakin aus eine Etappenstraße nach Berber am Nil errichten. Am 27. Dezember erreichte Baker mit 3.600 Mann Sawakin. Anfang Februar rückte er gegen Tokar vor, wurde jedoch am folgenden Tag in der Ersten Schlacht von El Teb von Osman Digna völlig geschlagen. Baker rettete sich mit den Überlebenden nach Suakin. Da auch bei einer Evakuierung des Sudan der Hafen Suakin gehalten werden sollte, entschied die britische Regierung, Truppen zu entsenden. Nach Eintreffen der britischen Verstärkung unter Gerald Graham führte Baker in der Zweiten Schlacht von El Teb am 29. Februar an der Spitze seines alten 10. Husarenregiments eine Attacke an und wurde dabei schwer verwundet.
Nach diesem Feldzug übernahm er erneut das Kommando über die ägyptische Polizei. Er kehrte nach Großbritannien zurück, machte aber 1887 wieder eine Reise nach Ägypten, während derer er am 17. November in Tel-el-Kebir starb.